# Eleccions a les Corts d'Aragó de 2015
Les eleccions a Corts d'Aragó de 2015, que van donar lloc a la IX Legislatura, es van celebrar el 24 de maig de 2015, en el marc de les eleccions autonòmiques d'Espanya de 2015.

## Sistema electoral
Per poder optar al repartiment d'escons, la candidatura haurà d'obtenir almenys el 3% dels vots vàlids emesos en la circumscripció corresponent (la província).

## Candidatures

### Candidatures amb representació prèvia a les Corts d'Aragó

#### Partit Popular (PP)
- Nom de la candidatura: Partit Popular
- Integrants de la candidatura: Partit Popular d'Aragó (PP Aragó)
- Cap de llista a Osca: Antonio Torres
- Cap de llista a Terol: Carmen Pobo
- Cap de llista a Saragossa i candidata a la Presidència: Luisa Fernanda Rudi

#### Partit Socialista Obrer Español (PSOE)
- Nom de la candidatura: Partit Socialista Obrer Espanyol
- Integrants de la candidatura: Partit dels Socialistes d'Aragó (PSOE Aragó)
- Cap de llista a Osca: Antonio Cosculluela Bergua.[2]
- Cap de llista a Terol: Vicente Guillén Esquerre.[3]
- Cap de llista a Saragossa i candidat a la Presidència: Javier Lambán

#### Partit Aragonès (PAR)
- Nom de la candidatura: Partit Aragonés
- Integrants de la candidatura: Partit Aragonés (PARELL)
- Cap de llista a Osca: Lucía Guillén
- Cap de llista a Terol: Berta Zapater
- Cap de llista a Saragossa i candidat a la Presidència: Arturo Aliaga

#### Chunta Aragonesista (CHA)
- Nom de la candidatura: Chunta Aragonesista
- Integrants de la candidatura: Chunta Aragonesista (CHA)
- Cap de llista a Osca: Joaquín Palacín
- Cap de llista a Terol: Adolfo Villanueva
- Cap de llista a Saragossa i candidat a la Presidència: José Luis Soro

#### Esquerra Unida (IU)
- Nom de la candidatura: Esquerra Unida
- Integrants de la candidatura: Esquerra Unida d'Aragó (IUA)
- Cap de llista a Osca: Miguel Rosteixo
- Cap de llista a Terol: Luis Ángel Romero
- Cap de llista a Saragossa i candidat a la Presidència: Patricia Luquin

### Candidatures sense representació prèvia a les Corts d'Aragó

#### Podem (PODEM)
- Nom de la candidatura: Podem
- Integrants de la candidatura: Podem Aragó (PODEM Aragó)
- Cap de llista a Osca: Marta de Santos
- Cap de llista a Terol: María Pilar Prada de Conflent
- Cap de llista a Saragossa i candidat a la Presidència: Pablo Echenique

#### Ciutadans-Partido de la Ciutadania (C's)
- Nom de la candidatura: Ciutadans-Partit de la Ciutadania
- Integrants de la candidatura: Ciutadans-Partit de la Ciutadania Aragó (C's Aragó).
- Cap de llista a Osca: Jesús Sansó
- Cap de llista a Terol: Ramiro Domínguez
- Cap de llista a Saragossa i candidat a la Presidència: Susana Gaspar

#### Unió Progresso i Democràcia (UPyD)
- Nom de la candidatura: Unión Progreso y Democracia
- Integrants de la candidatura: Unión Progreso y Democracia Aragó (UPyD Aragó)
- Cap de llista a Osca: Aránzazu Simón
- Cap de llista a Terol: No es presenten en aquesta província
- Cap de llista a Saragossa i candidat a la Presidència: José Luis Lajara

#### Equo (EQUO)
- Nom de la candidatura: Equo
- Integrants de la candidatura: Equo Aragó (EQUO Aragó)
- Cap de llista a Osca: Silvia Mellado
- Cap de llista a Terol: No es presenten en aquesta província
- Cap de llista a Saragossa i candidat a la Presidència: Lorenzo Meler

#### Compromís amb Aragó
- Nom de la candidatura: Compromís amb Aragó
- Integrants de la candidatura: Compromís amb Aragó
- Cap de llista a Osca:
- Cap de llista a Terol i candidat a la Presidència: Joaquín Moreno
- Cap de llista a Saragossa: Luis Miguel López

#### Partit Animalista Contra el Maltractament Animal (PACMA)
- Nom de la candidatura: Partit Animalista Contra el Maltractament Animal
- Integrants de la candidatura: Partit Animalista Contra el Maltractament Animal (PACMA)
- Cap de llista a Osca:
- Cap de llista a Terol:
- Cap de llista a Saragossa: Luz Navarro

#### Federació dels Independents d'Aragó (FIA)
- Nom de la candidatura: Federació dels Independents d'Aragó
- Integrants de la candidatura: Federació dels Independents d'Aragó (F.I.A)
- Cap de llista a Osca:
- Cap de llista a Terol:
- Cap de llista a Saragossa: José María Abad

#### Escons en Blanc (EB)
- Nom de la candidatura: Escons en Blanc
- Integrants de la candidatura: Escons en Blanc (EB)
- Cap de llista a Osca:
- Cap de llista a Terol:
- Cap de llista a Saragossa: Mª Teresa Lou

#### Bloc Aragonés (BAR)
- Nom de la candidatura: Bloc Aragonès
- Integrants de la candidatura: Bloc Aragonés (BAR)
- Cap de llista a Osca:
- Cap de llista a Terol: No es presenten en aquesta província
- Cap de llista a Saragossa: Fernando Díaz Sanz

#### Partit Comunista dels Pobles d'Espanya (PCPE)
- Nom de la candidatura: Partit Comunista dels Pobles d'Espanya
- Integrants de la candidatura: Partit Comunista dels Pobles d'Espanya (PCPE)
- Cap de llista a Osca:
- Cap de llista a Terol: No es presenten en aquesta província
- Cap de llista a Saragossa: Miguel Ángel Galindo

#### Retallades Zero (RETALLADES ZERO)
- Nom de la candidatura: Retallades Zero
- Integrants de la candidatura: Agrupació d'electores Retallades Zero (RETALLADES ZERO)
- Cap de llista a Osca: Manuel Ortiz
- Cap de llista a Terol: Raúl Anadón
- Cap de llista a Saragossa: Ana Arguedas

### Candidatures no proclamades
Totes les candidatures presentades van ser proclamades.

## Campanya electoral

### Lemes de campanya
- Partit Popular d'Aragó: "Per una regeneració democràtica"
- PSOE Aragó: "Governar per a la majoria"
- Partit Aragonés: "Aragonesos plens de vida"
- Chunta Aragonesista: "#SomosAragón"
- Esquerra Unida Aragó: "El poder de la gent"
- Podem Aragó: "Aragó, gent valenta"
- Ciutadans: "Ha arribat el nostre temps"
- UPyD: "Lliures per defensar els teus interessos"
- Equo: "#PonlosVerdes" (castellà) "#MetelosBerdes" (aragonès)
- Compromís amb Aragó:
- PACMA-Partit Animalista:
- Federació dels Independents d'Aragó:
- Escons en Blanco: "La democràcia comença amb tu"
- Bloc Aragonés: "Treballant per la terra"
- Partit Comunista dels Pobles d'Espanya:
- Retallades Zero: